# Matti Herola
Pour les articles homonymes, voir Herola.
Matti Herola, né le 9 novembre 1993 à Kuopio, est un coureur finlandais du combiné nordique, licencié au Puijon Hiihtoseura. 

## Biographie
Matti Herola commence la compétition dans le saut à ski, prenant part à des compétitions mineures telles que la Coupe FIS.
Lors de la saison 2013-2014, il fait ses débuts internationaux en combiné nordique, à l'occasion de l'Universiade au Trentin, terminant quatrième et cinquième en individuel. Dans la Coupe continentale, il figure dans le top pour la première fois à Kuusamo en mars 2014 (8e). À l'été 2014, il remporte le titre de champion de Finlande sur skis à rollers, grâce notamment à un bon saut
En novembre 2014, il court sa première manche de Coupe du monde, où il effectue une saison complète en 2015-2016, où il inscrit son premier point dans cette compétition avec une 30e place à domicile à Kuopio. En février 2017, grâce à deux places de 30e à Sapporo, il marque ses deux autres points.

## Famille

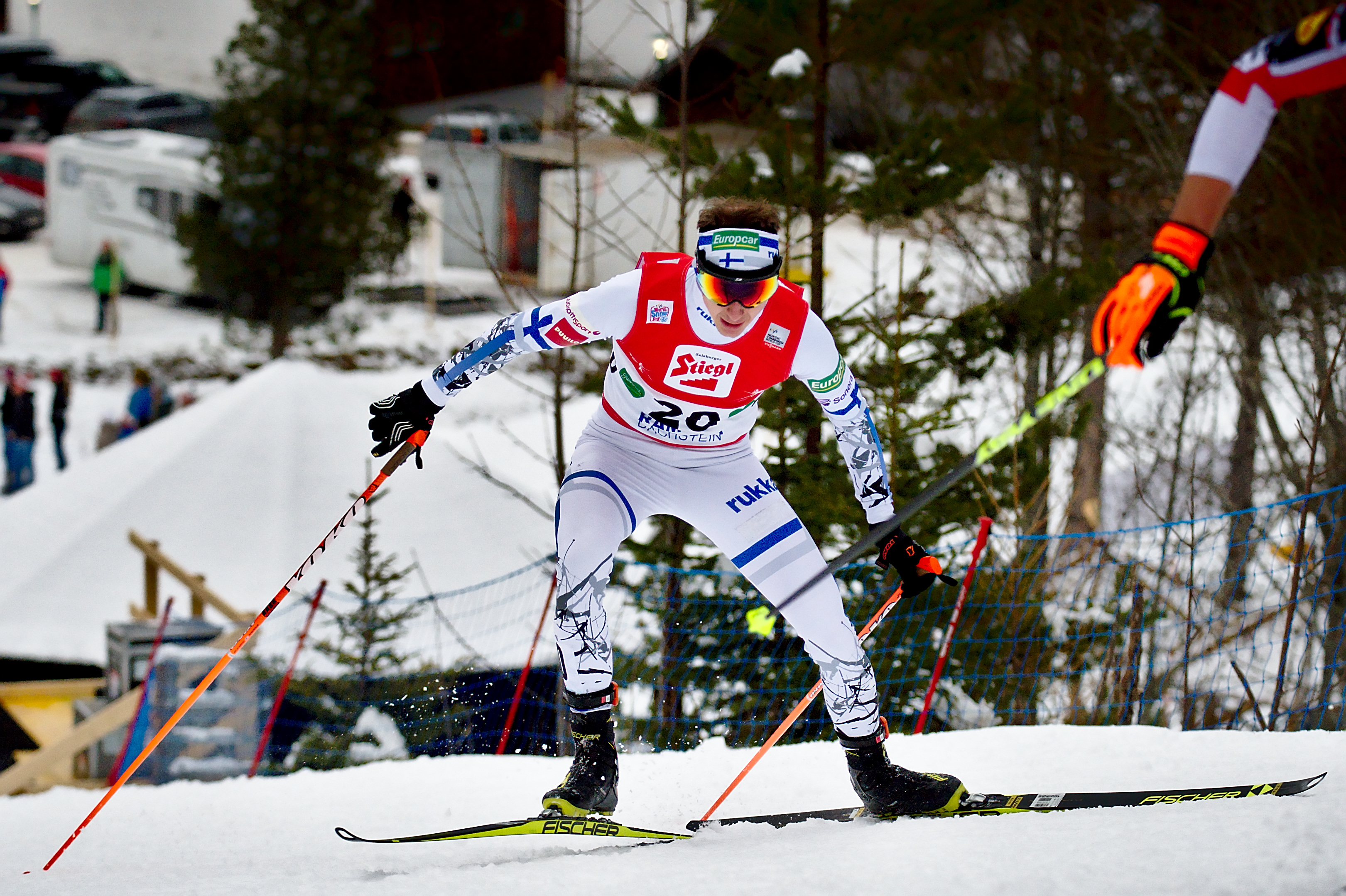
Son frère, Ilkka Herola, à Ramsau en 2016.

Son frère cadet, Ilkka, est aussi coureur de haut niveau.

## Palmarès

### Coupe du monde
- Meilleur classement général : 59e en 2016.
- Meilleur résultat individuel : 30e.

#### Classements en Coupe du monde
| Année     | Classement général final |
| 2015-2016 | 59e                      |
| 2016-2017 | 65e                      |